# Miguel Espejo
Miguel Espejo (n. 8 de mayo de 1948 Ledesma, Jujuy), es un poeta, narrador y ensayista argentino. Estudió filosofía en la Universidad Nacional de Córdoba y en 1977 se exilió en México. Entre 1980 y 1983 fue investigador en la Universidad Autónoma de Puebla, México, cuyo resultado fue su ensayo filosófico Heidegger. El enigma de la técnica. Fue becario entre 1985 y 1986 de la  University World Service.
Ha escrito numerosos poemas y también libros de narraciones (novela y cuento), los que le valieron diversos premios y distinciones. Ha traducido la Obra poética de Mallarmé, con un amplio estudio preliminar. En 1984 publicó La ilusión lírica, primer libro a nivel mundial dedicado a examinar la obra de Milan Kundera y las relaciones entre creación literaria y sociedades totalitarias. En el género ensayístico es un prolífico escritor sobre literatura, arte y temas sociales. Ha publicado cientos de artículos, bajo la forma de ensayos breves, en medios periodísticos: La Nación, Clarín, Perfil, El Tribuno (diarios de Argentina) y también en otros países. En más de 20 obras colectivas se encuentran capítulos suyos o estudios preliminares.[cita requerida]

## Distinciones
Entre las distinciones con que ha sido galardonado se cuentan:
- Premio Municipal de Poesía de Buenos Aires
- Primer Premio Regional de la Secretaría de Cultura de Argentina
- Premio Nacional de Ensayo
- Premio de la Real Academia Hispanoamericana
- Mención de honor por el Fondo Nacional de las Artes (1994)
- Premio Konex 2014.[1]
- Laureado por la Alcaldía de París y el Instituto Francés por su proyecto “El pensamiento poético” (2012)

## Obras
Entre los libros de poemas, ensayos y narraciones de su autoría se cuentan:

### Poesía
- Fragmentos del Universo (1981)[1]
- Mundo (1983)[1]
- La brújula rota (1996)[1]
- Negaciones (1998)
- Pórticos
- Remisión de la historia
- Larvario (2006)
- Antes que los labios

### Ensayos
- El jadeo del infierno (1983)[1]
- La ilusión lírica[1]
- Senderos en el Viento[1]
- Heidegger. El enigma de la técnica[1]

### Narraciones
- La novela inconclusa
- El círculo interno (1990)
- Los miasmas del Plata
- Dispersiones
- La tentación del maestro